# Chemin Roxham

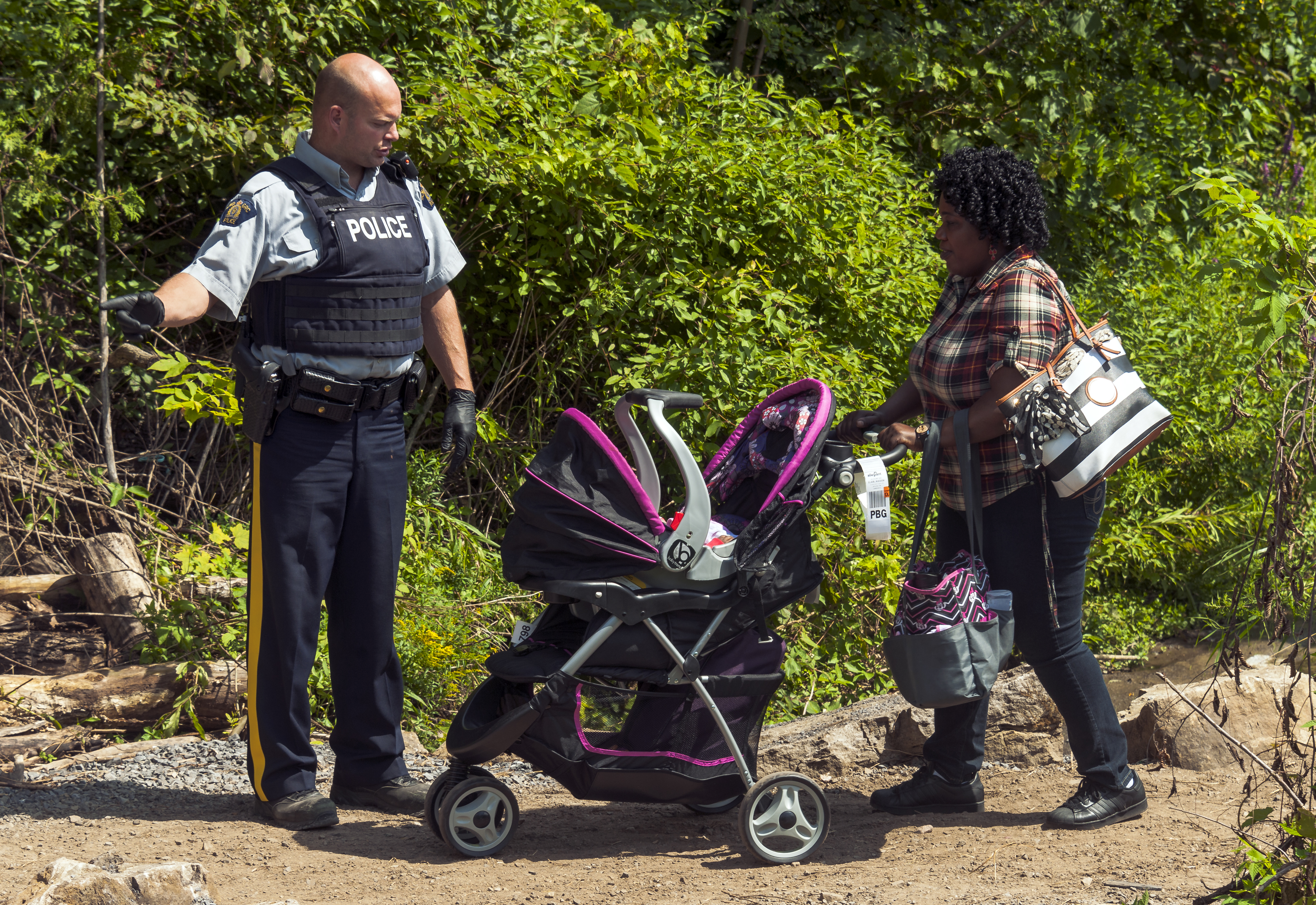
Une femme avec une poussette traverse la frontière au chemin Roxham pour demander l'asile en 2017.

Le chemin Roxham (anglais : Roxham Road) est un chemin traversant la frontière entre le Canada et les États-Unis entre le village de Champlain dans l'État de New York et le village de Saint-Bernard-de-Lacolle dans la province de Québec. Depuis quelques années[Quand ?], ce chemin engendre une certaine couverture médiatique parce qu'il constitue un lieu de migrations irrégulières vers le Canada à partir des États-Unis. Le gouvernement fédéral de Justin Trudeau se voit reprocher par des responsables politiques provinciaux du Québec, notamment par le premier ministre provincial François Legault, de laisser faire les migrations irrégulières, voire de les encourager au moyen de commentaires sur Twitter.
Après l'avoir fermé pendant la pandémie de Covid-19, le gouvernement fédéral a rouvert le chemin Roxham en novembre 2021.
Le chemin Roxham, lieu de passage réputé pour les personnes voulant venir au Canada sans passer par les chemins légaux, est maintenant fermé. Une entente est survenue entre le Canada et les États-Unis et le passage n'est plus possible depuis le 25 mars 2023 à 00h01. Il en va de même de jure pour l'ensemble de la frontière canado-américaine concernant ce type de passages.